# Tolovana River
Der Tolovana River ist ein etwa 277 Kilometer langer rechter Nebenfluss des Tanana River im Zentrum des US-Bundesstaats Alaska.

## Verlauf
Der Tolovana River entspringt im Yukon-Tanana-Hochland. Von dort fließt er in überwiegend südwestlicher Richtung. Er weist ein stark mäandrierendes Verhalten auf. Unterhalb von Minto trifft der Chatanika River linksseitig auf den Tolovana River. Der östlich des Tolovana River verlaufende Tatalina River vereinigt sich etwa zwei Kilometer östlich mit dem Chatanika River. Im Unterlauf durchfließt der Tolovana River das Tanana-Tiefland. Dort trifft ein Seitenarm des Tanana River linksseitig auf den Fluss. Der Tolovana River mündet 100 Kilometer westlich von Fairbanks in den nach Westen strömenden Tanana River.
Der Elliott Highway (Alaska Route 2) kreuzt unweit von Livengood den Oberlauf des Tolovana River.

## Einzugsgebiet
Der Tolovana River entwässert ein 7955 km² großes Areal. Das Einzugsgebiet des Tolovana River beinhaltet mehrere größere Teil-Einzugsgebiete, die der Zuflüsse West Fork Tolovana River, Chatanika River, Tatalina River und Goldstream Creek. Das Einzugsgebiet des Tolovana River grenzt im Norden an das des Hess Creek, im Nordosten an die Einzugsgebiete von Beaver Creek und Preacher Creek, im Osten an das des Oberlaufs des Birch Creek sowie im Süden an das des Chena River und des oberstrom gelegenen Tanana River.